# Express regények
Az Express regények az Express Hírlap, Divatlap és Könyvterjesztő Iroda kalandregény sorozata volt, amelynek keretében 25 kisregény, novella jelent meg 1947–48-ban.
A vállalat Komáromi Zoltán kiadója volt, aki Maxbell illetve Z. I. Maxbell álnéven írt a sorozatba.
Adatbázisokban a kiadó gyakran Stettler Zoltán (Komáromi Zoltán eredeti neve) vagy Aurora Nyomda néven szerepel.

## Jellemzők
A borító fekete-fehér fotóval készített montázsszerű képpel, általában vörös háttérrel. Felül ferdén a szerző, alatta a cím. Legalul fekete sávon a sorozatcím: EXPRESS REGÉNYEK. Mellette álló téglalap alakú keretben az ár: 80 fillér. A képet és a sorozatcímet három vastag vonal választja el.

## Szerzők
A már említett Komáromi Zoltánon kívül T. Thury Zoltán, Zima Lajos (C. Lassima álnéven) és mások. Továbbá olyan orosz klasszikusok egy-egy novellával, mint Puskin vagy Ivan Szergejevics Turgenyev.

## A sorozat kötetei
A köteteket nem számozták. Néhány könyvnél a borítón némileg eltérő cím szerepel mint a címlapon. Néhány kötet kettős szám, de a borítón és az adatbázisokban csak egy cím szerepel.
- 1. Bertányi György: Ember a talpán, Aurora Ny., Budapest, 1947, 31 oldal
- 2. H. Bongword: A préri démona, Stettler Zoltán, Budapest, 1947, 15 oldal
- 3. (Buschelt Boér György) B. U. Chelt: A Vörös Kígyó karmaiban, Express Iroda, Budapest, 1947, 15 oldal
- 4. Bill Corner: A bűnös sheriff,[2] Stettler Zoltán, Budapest, 1947, 15 oldal
- 5. Bill Corner: A fekete farkas, Express Iroda, Budapest, 1947, 15 oldal
- 6. Paul Delorme: A Lodane-i darázsfészek, Aurora Ny., Budapest, 1947, 15 oldal
- 7. (Zima Lajos) C. Lassima: Ibn el Basa lázadása - (Pettyes munkában),[3] Stettler Zoltán, Budapest, 1947, 16 oldal
- 8. (Zima Lajos) C. Lassima: A sivatag fantomja – Pettyes újabb kalandja, Express Iroda, Budapest, 1947, 15 oldal
- 9. (Komáromi Zoltán) Maxbell: Büntelen bűnös,[4] Stettler Zoltán, Budapest, 1947, 15 oldal
- 10. (Komáromi Zoltán) Maxbell: Életveszélyben, Aurora Ny., Budapest, 1947, 15 oldal
- 11. (Komáromi Zoltán) Maxbell: Ez az ember: Gyilkos!, Stettler Zoltán, Budapest, 1947, 15 oldal
- 12. (Komáromi Zoltán) Z. I. Maxbell: Olaj a láthatáron, Aurora Ny., Budapest, 1947, 32 oldal
- 13. (Komáromi Zoltán) Maxbell: Preston réme, Stettler Zoltán, Budapest, 1947, 16 oldal
- 14. Michel Moiret: Tai Len bosszút áll!, Aurora Ny., Budapest, 1947, 31 oldal
- 15. Puskin: Piquedáma,[5] Stettler Zoltán, Budapest 1947, 15 oldal
- 16. Simonson: Vadnyugat gyöngye, Aurora Ny., Budapest, 1947, 15 oldal
- 17. Torday A.: A „Könyörtelenek” rémuralma,[6] Stettler Zoltán, Budapest, 1947, 15 oldal
- 18. Tordey: Mindenki gyanú alatt...,[7] Stettler Zoltán, Budapest, 1947, 15 oldal
- 19. Ivan Szergejevics Turgenyev: Ferrarában történt, Stettler Zoltán, Budapest, 1947, 15 oldal
- 20. W. Humbold: Aknamunka a Viharsarokban, Stettler Zoltán, Budapest, 1947, 31 oldal
- 21. (T. Thury Zoltán) G. Th. Harring: A halálos titok – a hindu „fanatikus”, Aurora Ny.,[8] Budapest, 1948, 31 oldal
- 22. (T. Thury Zoltán) G. Th. Harring: Rayal Singh életveszélyben – a hindu fanatikus, Aurora Ny., Budapest, 1948, 32 oldal
- 23. Mourroix Alfréd: A tonkingi „őrült”, Aurora Ny., Budapest, 1948, 31 oldal
- 24. (T. Thury Zoltán) G. Th. Harring: Akiket nem fog a golyó... – a hindu fanatikus, Aurora Ny., Budapest, 1948, 31 oldal
- 25. Szántó György: Rézváros, Aurora Ny., Budapest, 1948, 31 oldal